# 福田典子
福田 典子（ふくだ のりこ、1991年2月12日 - ）はフリーアナウンサー。元テレビ東京のアナウンサー。

## 経歴
福岡県福岡市中央区唐人町出身。福岡市立当仁小学校、福岡雙葉中学校、福岡雙葉高等学校、立教大学経営学部経営学科（松本茂ゼミ）卒業。大学時代は軟式野球サークル「St. Paul's PIRATES」でマネージャーを務め、広告研究会でミスコンや海の家の運営に携わった。大学3年時に『BSフジNEWS』（BSフジ）で第21期女子大生キャスターを務めた。
大学卒業後、2013年4月RKB毎日放送入社した。同期社員に元同局アナウンサー、現TBSスパークル所属のフリーアナウンサー壽老麻衣がいる。スポーツ情報番組を担当し、福岡ソフトバンクホークス番リポーターの扱いで選手を取材した。2016年6月30日付で退社し、8月1日付でテレビ東京に入社。 同年入社に原田修佑（2022年7月31日退社）、西野志海（元北海道テレビ放送、2022年6月6日退社）、片渕茜がいる。
2021年3月23日、8年間ほど交際をしている会社員男性と結婚したことを発表し、同年7月9日に第1子妊娠を、12月9日に第1子出産をそれぞれ報告。2022年10月18日に仕事復帰を報告した。2024年3月末に同社退社。4月から歯科医療系ベンチャー企業のSCOグループへ転職して広報職に就き、副業兼職が容認されることからフリーランスとしてアナウンサー活動も行う意向、と報道される。
2025年3月6日に公表されたNEWSポストセブンとのインタビューの中で、SCOグループ退社と離婚を公表した。以降はフリーランスのアナウンサーとして引き続き活動している。

## エピソード
- 家族は父、母、妹[26]。母親は就職相談やビジネスマナーの講師で、『モヤモヤさまぁ〜ず2』福岡編で共演している[2][27]。家族には転職の時以外に普段からよく相談している[26]。妹はバレエダンサーで[26]、イギリス在住[2]。
- 『モヤモヤさまぁ〜ず2』2017年8月6日放送分の収録4日前（同年6月半ば過ぎ）、雨が降っていたにもかかわらずJR東日本外房線鎌取駅へ向かって全力疾走し、足を滑らせ顎から転倒。流血をした挙句に顎にひびが入る大怪我を負って救急搬送された。搬送先で顎に6本のボルトを入れる手術を受け、4日後の番組収録に参加。顎に絆創膏を貼り、さらに口をワイヤで固定された状態で番組に登場。手描きのイラストと写真を使って怪我の経緯を説明した[28][29]。

## 出演

### 現在の出演番組

#### ラジオ
- スルミpresents トップジャム（2024年10月3日 - 毎週木曜21:00 - 21:30、ニッポン放送） - ラジオパーソナリティ[30]

### 過去の出演番組

#### テレビ東京入社後

##### テレビ
- 速報!リオデジャネイロオリンピック（2016年8月11日）
- 2016ツール・ド・フランスさいたまクリテリウム（2016年10月29日）
- モヤモヤさまぁ〜ず2（2016年10月23日[31] - 2019年5月26日） - 3代目アシスタント[32][33]
- 追跡LIVE! Sports ウォッチャー（2016年10月 - 2022年4月3日[注 1]）
  - 平日版[注 2]
    - 月曜担当（2016年10月3日 - 2017年3月27日 / 2020年4月 - 2022年3月）
    - 木曜担当（2020年4月 - 2021年3月）
    - 金曜担当（2017年4月7日 - 2020年3月）

  - 週末版
    - 日曜担当（2017年4月9日 - 2022年4月3日）
- 武田鉄矢の昭和は輝いていた（BSテレ東、2021年1月29日[34] - 降板時期不明）
- 日経ニュース プラス9（2021年3月29日 - 同年8月、月曜キャスター）
- 2019ゴルフ5レディスプロゴルフトーナメント「最終日」（BSテレ東、2019年9月8日） - 18番ホールリポーター
- ALWAYS Baseball（BSテレ東）
  - 埼玉西武ライオンズ×福岡ソフトバンクホークス（1塁側ベンチリポーター） - 2019年9月11日
  - 埼玉西武ライオンズ×千葉ロッテマリーンズ（副音声進行） - 2020年7月24日
- 月曜プレミア8 横山秀夫サスペンス「沈黙のアリバイ」（2020年10月26日） - 劇中ニュースアナウンサー 役
- 池上彰の近未来テレビ（2023年1月3日） - VTR出演
- よじごじDays（2023年4月3日 - ） - 月・火・金曜MC
- TXN NEWS（不定期）

##### インターネット動画配信
- 歴代アシスタント3人が集合 もやもや生配信（モヤさまYouTubeチャンネル） - 2020年8月2日
- テレ東ファンWEEK テレ東社員と一緒に乾杯してもらってイイですか? （テレビ東京YouTubeチャンネル、LINE LIVE、Twitter）※『所さんの学校では教えてくれないそこんトコロ!』裏配信「進行」 - 2020年8月28日

#### RKB毎日放送時代

##### テレビ
- サンデーウォッチ - スポーツコーナー
- 今日感テレビ（2015年4月からコーナー担当替え）
- プレミアムマルシェ 至福の贈り物 - ナレーション
- 瞬感スポーツ（2014年2月14日 - 終了）
- 女子アナの罰新春スペシャル（2014年1月5日）

##### ラジオ
- Voicebook（2013年10月10日 - 2014年3月27日）[35]
- 櫻井浩二 インサイト（2016年） - 田中みずきの代役

#### 学生時代
- BSフジNEWS（2011年7月 - 2012年1月、BSフジ）